# حي صالح جميع (أبين)
حي صالح جميع هو أحد أحياء مدينة الكود في محافظة أبين اليمنية. بلغ تعداد سكانه 4732 نسمة حسب التعداد السكاني في اليمن لعام 2004.